# William S. Burroughs

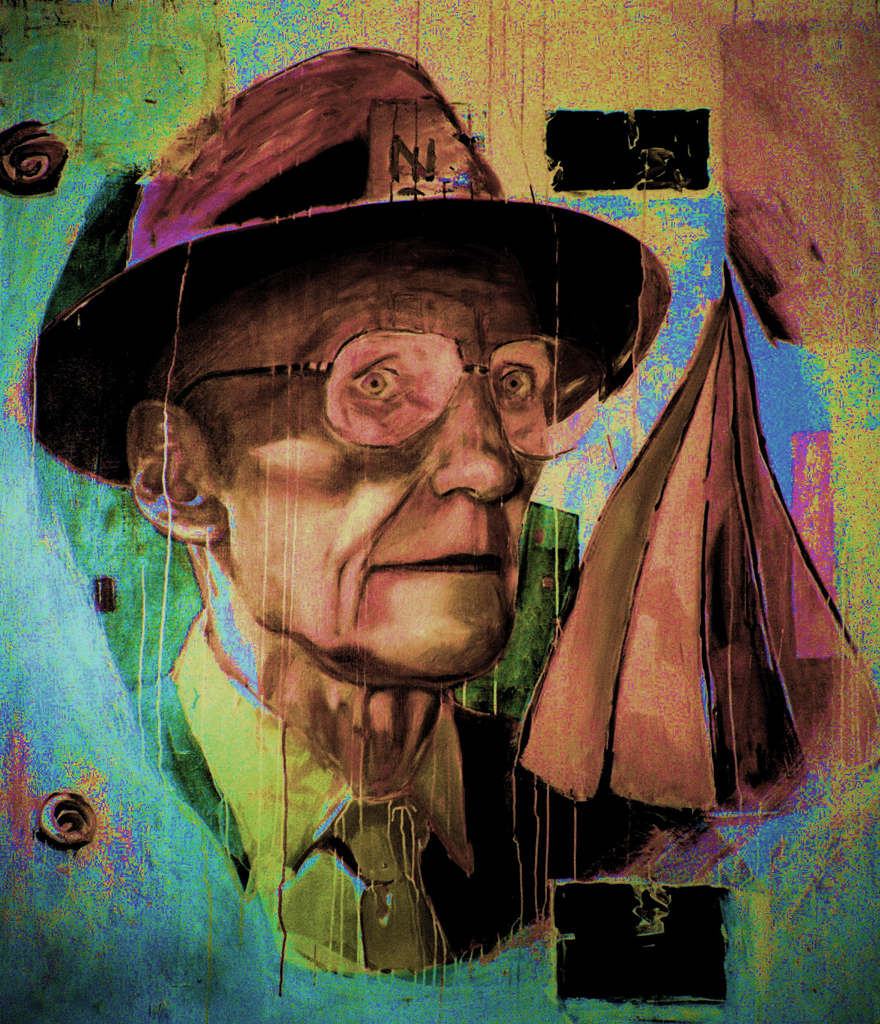
William S. Burroughs 3 – obraz olejny Christiaana Tonnisny

William Seward Burroughs II (ur. 5 lutego 1914 w Saint Louis, zm. 2 sierpnia 1997 w Lawrence) – amerykański pisarz i poeta, także aktor, scenarzysta filmowy i malarz. Wiele fragmentów jego twórczości zawiera elementy autobiograficzne; sam widział swoje dzieła jako jedną wielką księgę. Obok Allena Ginsberga i Jacka Kerouaca główny przedstawiciel ruchu artystycznego Beat Generation, popularny także w środowisku hippisów oraz obyczajowych rebeliantów lat 60. XX wieku. Często tematem jego dzieł były doświadczenia związane z zażywaniem opiatów oraz homoseksualizm. Uważany jest za jednego z najwybitniejszych i najbardziej kontrowersyjnych amerykańskich pisarzy.

## Życiorys
Syn Mortimera Perry’ego Burroughsa oraz Laury Lee Burroughs. Rodzice prowadzili sklep z antykami, najpierw w St. Louis, a następnie w Palm Beach na Florydzie. Jego dziadek, William Seward Burroughs, był znanym wynalazcą; zasłynął znacznym udoskonaleniem bankowej maszyny liczącej i został głównym udziałowcem doskonale prosperującej firmy Burroughs Adding Machine Company.
W latach 1929–1932 przyszły pisarz uczęszczał do szkół John Burroughs School w St. Louis i The Los Alamos Ranch School w Nowym Meksyku. Prowadził wówczas pamiętniki, w których ujawniała się już jego biseksualna orientacja. Ze szkoły w Los Alamos został według powszechnej historii wyrzucony za przyjmowanie wodzianu chloralu, jednak według własnej relacji opuścił ją dobrowolnie. Burroughs ukończył szkołę średnią w Taylor School w Clayton w stanie Missouri. W 1932 zdał na Uniwersytet Harvarda, na którym studiował literaturę amerykańską do 1936. Pomimo studiowania literatury amerykańskiej, zaczytywał się w twórczości francuskich poetów, szczególnie Rimbauda i Verlaine’a. W tym okresie zapoznał się z kulturą gejowską Nowego Jorku. Wraz ze swoim bogatym przyjacielem, Richardem Sternem, często odwiedzali razem kluby gejowskie w dzielnicach Harlem i Greenwich Village.
Po zakończeniu studiów wyjechał do Europy. W Wiedniu i Budapeszcie zobaczył życie Europy weimarskiej. Poznał wtedy Niemkę żydowskiego pochodzenia, Ilsę Herzfeld Klapper, z którą ożenił się w Dubrowniku; przede wszystkim po to, by umożliwić jej ucieczkę do Stanów Zjednoczonych. Po przybyciu do USA Burroughs i Klapper wzięli rozwód, ale pozostali przyjaciółmi przez wiele lat.
W 1938 wznowił studia antropologiczne na Uniwersytecie Cambridge oraz zaczął spotykać się z Kellsem Elvinsem. Razem napisali pierwszą wersję Ostatnich zórz o zmierzchu.
W 1939 roku celowo odciął sobie mały palec lewej ręki. Pisarz ponoć odciął go, aby zwrócić na siebie uwagę jednej z męskich prostytutek. Później napisał opowiadanie, w którym opisał własnoręczną amputację palca. Nosiło tytuł „The Finger”.
Do września 1949 mieszkał w USA. W Nowym Jorku poznał Allena Ginsberga (1943) i Jacka Kerouaca (1944). Połączyła ich miłość do literatury, ale też określony styl życia. Burroughs, znacznie starszy od reszty, stał się dla kolegów mentorem. Wyróżniał się też tym, że idąc do najpodlejszych nawet spelun, miał na sobie kamizelkę, wiązał krawat i wkładał kapelusz. Zapoznali go z Joan Vollmer, z którą zamieszkał w 1945. W 1947 parze urodził się syn, William Seward Burroughs Jr.
W 1946 Burroughs uzależnił się od heroiny, morfiny i alkoholu, od tego momentu również handlował narkotykami. W 1949 pisarz musiał wyjechać do Meksyku, z powodu podejrzeń o posiadanie marihuany. 6 września 1951 w mieście Meksyk doszło do tragedii: w obecności dwóch przyjaciół William zastrzelił Joan, celując z pistoletu do szklanki z ginem, którą Vollmer na jego prośbę umieściła na swojej głowie. Jednak dzięki manipulacjom, jakich dokonał znajomy adwokat i dzięki fałszywym zeznaniom, Burroughs wyszedł na wolność po trzynastu dniach aresztu. Po kilku miesiącach pisarz opuścił Meksyk i wyjechał do Ameryki Południowej w poszukiwaniu yage – narkotyku, który miał łagodzić skutki uzależnienia od opium.
W Meksyku powstały dwie powieści Ćpun (Junkie, wydana w 1953 pod pseudonimem: „William Lee”) oraz Pedał (Queer, ukazała się dopiero w 1985).
W 1953 Burroughs przebywał głównie w Kolumbii i Peru. W 1959 wydany został Nagi lunch. Książka powstawała głównie w Tangerze, w którym przebywał w latach 1954–1958. W trylogii tej zastosowana została kolażowa metoda cut-up, zainicjowana wraz z Brionem Gysinem (następnie wspólnie napisali książkę o pisarsko-filozoficznym aspekcie reguły cut-up–The Third Mind (1978)). Burroughs stwierdził, że Brion Gysin był jedynym człowiekiem, jakiego kiedykolwiek szanował.
W 1969 wydana została książka The Job, zawierająca rozmowy przeprowadzone pomiędzy Burroughsem a francuskim dziennikarzem Danielem Odierem.
Burroughs do końca życia podróżował. Przez dłuższy czas mieszkał w Londynie (1966–73), Nowym Jorku (1974–81) i Lawrence (od 1981 – wówczas na marskość wątroby zmarł jego syn).
W latach siedemdziesiątych Burroughs stał się źródłem inspiracji dla wielu twórców. W Nowym Jorku odwiedzili go między innymi Frank Zappa, Andy Warhol, Lou Reed, David Bowie, David Byrne, Patti Smith i Joe Strummer. Przez jakiś czas mieszkał u niego Mike Ratledge. Dzięki tej znajomości pisarz udzielił zezwolenia na wykorzystanie tytułu jego powieści The Soft Machine (Delikatny mechanizm) jako nazwy zespołu Soft Machine.
W 1982 roku Burroughs opracował technikę malarską, która polegała na umieszczeniu puszki farby w sprayu przed pustą powierzchnią, a następnie strzeleniu do puszki ze strzelby.
W październiku 1993 Burroughs spotkał się w Kurtem Cobainem w Lawrence. Cobain zaproponował Burroughsowi rolę starca na krzyżu w teledysku do utworu Heart-Shaped Box. Próbując przekonać Burroughsa do udziału, zaproponował, że zasłoni jego twarz, aby nikt poza samym Kurtem nie wiedział o jego wystąpieniu. Burroughs odmówił. Wyprodukowali utwór „The ‘Priest’ They Called Him”. Burroughs nie był zaskoczony samobójstwem Cobaina. Sądził, że „zawiódł swoją rodzinę” i „zdemoralizował fanów”, popełniając samobójstwo.
Burroughs był entuzjastą broni i noży. Posiadał kilka strzelb. Laska z którą chodził, po naciśnięciu guzika przemieniała się w miecz. Nienawidził samochodów i pokonywania długich dystansów. Sprzeciwiał się aborcji.
Praktykował magię. Burroughs otwarcie mówił o swoich praktykach magicznych, a o jego zaangażowaniu w okultyzm świadczą liczne wywiady. Praktykował magię w swoim codziennym życiu, poprzez praktyki takie jak wróżenie, podejmowanie działań w celu ochrony przed opętaniem, i próbując rzucić klątwę na tych, którzy go skrzywdzili. W 1993 został inicjowany do Magicznego Paktu Iluminatów Thanaterosa.
W 1994 roku wystąpił w spocie firmy Nike.
Zmarł na atak serca 2 sierpnia 1997 w Lawrence.

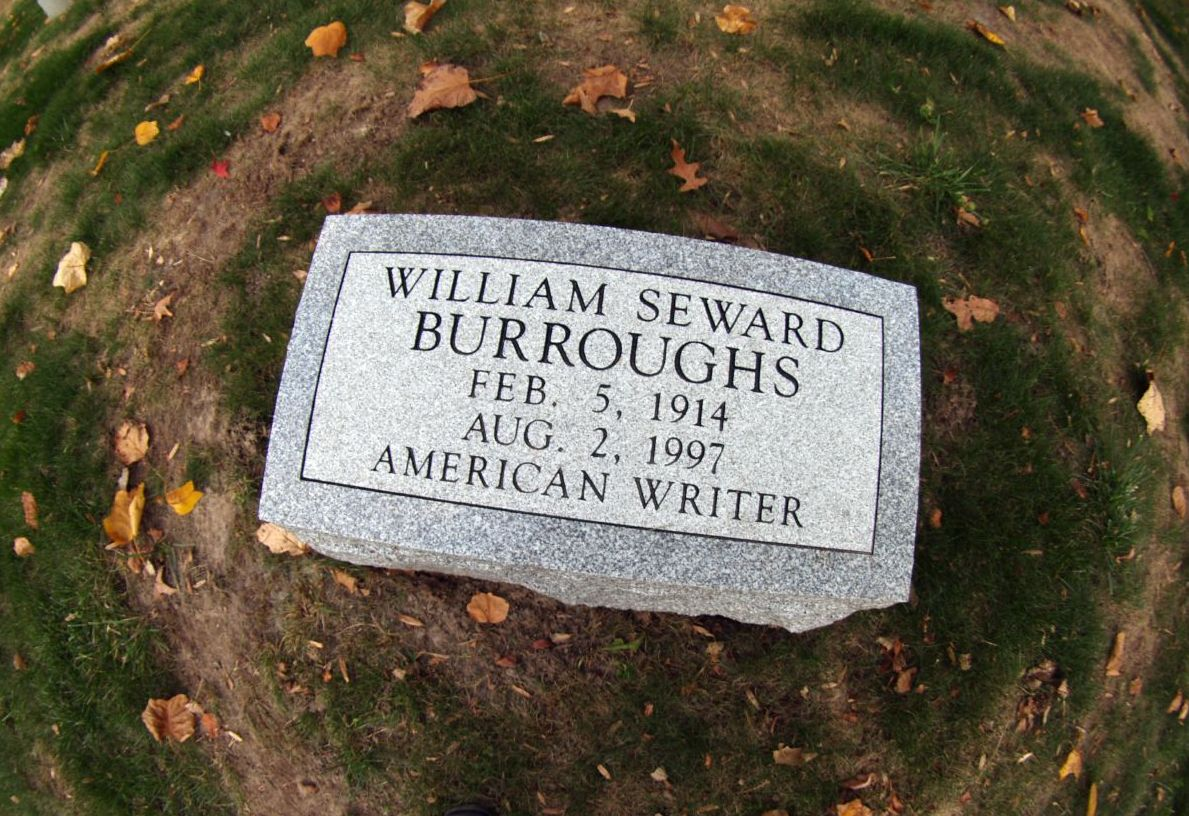
Grób Williama S. Burroughsa

## Twórczość
- 1953 Junkie – wyd. pol. Ćpun, Vis-a-Vis/Etiuda, 2014 – powieść
- 1959 Naked Lunch – wyd. pol. Nagi lunch, Wydawnictwo Prima, 1995 – powieść
- 1960 Minutes To Go
- 1960 The Exterminator (razem z Brionem Gysinem)
- 1961 The Soft Machine – wyd. pol. Delikatny mechanizm, Vis-a-Vis/Etiuda, 2013 – powieść
- 1962 The Ticket That Exploded – wyd. pol. Wybuchowy bilet, Vis-a-Vis/Etiuda, 2014 – powieść
- 1963 Dead Fingers Talk – powieść
- 1963 The Yage Letters (razem z Allenem Ginsbergiem)
- 1964 Nova Express – powieść
- 1965 Valentine’s Day Reading
- 1965 Roosevelt After Inauguration and Other Atrocities
- 1965 Time
- 1966 APO-33
- 1967 So Who Owns Death TV?
- 1969 The Dead Star
- 1969 The Job (razem z Danielem Odierem)
- 1969 The Last Words of Dutch Schultz
- 1970 Jack Kerouac (razem z Claude’em Pelieu)
- 1971 Ali’s Smile
- 1971 The Wild Boys – powieść
- 1971 Electronic Revolution
- 1973 Brion Gysin Let the Mice In (razem z Brionem Gysinem)
- 1973 Exterminator! (inna książka niż pozycja z 1960) – opowiadania
- 1973 White Subway
- 1973 Mayfair Academy Series More or Less
- 1973 Port of Saints – powieść
- 1974 The Book of Breething
- 1975 Sidetripping (razem z Charlesem Gatewoodem)
- 1975 Snack...
- 1976 Cobble Stone Gardens
- 1976 The Retreat Diaries
- 1976 Colloque de Tangier (razem z Brionem Gysinem)
- 1976 Letters to Allen Ginsberg 1953-1957
- 1977 The Third Mind (razem z Brionem Gysinem)
- 1978 Ali’s Smile/Naked Scientology
- 1979 Colloque de Tangier Vol. 2 (razem z Brionem Gysinem i Gérardem-Georges’em Lemaire)
- 1979 Blade Runner, A Movie
- 1979 Dr. Benway
- 1979 Ah Pook is Here!
- 1981 Streets of Chance
- 1981 Early Routines
- 1981 Cities of the Red Night – powieść
- 1981 Ah Pook is Here, Nova Express, Cities of the Red Night
- 1982 Sinki’s Sauna
- 1983 The Place of Dead Roads – powieść
- 1984 Ruski
- 1984 The Four Horsemen of the Apocalypse
- 1984 The Burroughs File
- 1985 The Adding Machine: Collected Essays
- 1985 Queer – wyd. pol. Pedał, Phantom Press International, 1993 – powieść
- 1986 The Cat Inside (razem z Brionem Gysinem) – nowela
- 1987 The Western Lands – wyd. pol. Zachodnia kraina, Świat Książki, 2009 – powieść
- 1987 The Whole Tamale
- 1987 Interzone (1987) – opowiadania
- 1988 Apocalypse (razem z Keithem Haringiem)
- 1989 Tornado Alley – opowiadania
- 1989 Uncommon Quotes Vol. 1
- 1991 Ghost of Chance – wyd. pol. Cień szansy, Amber, 1997 – nowela
- 1992 Seven Deadly Sins
- 1992 Paper Cloud; Thick Pages
- 1993 Selected Letters
- 1995 My Education: A Book of Dreams – powieść
- 1998 Word Virus: The William Burroughs Reader
- 2000 Burroughs Live: The Collected Interviews of William S. Burroughs, 1960-1997
- 2000 Last Words: The Final Journals of William S. Burroughs
- 2008 And the Hippos Were Boiled in Their Tanks – wyd. pol. A hipopotamy żywcem się ugotowały, Czarne, 2014 – powieść napisana razem z Jackiem Kerouakiem

## Odniesienia w kulturze
Książka Burroughsa, Nagi lunch została przeniesiona na ekran kinowy przez Davida Cronenberga. W nakręconym w 1991 filmie pod tym samym tytułem główną rolę zagrał Peter Weller.
Burroughs jest jednym z głównych – obok Jacka Kerouaca i Allena Ginsberga – bohaterów filmu Na śmierć i życie (ang. Kill Your Darlings) (2013).
Luca Guadagnino przeniósł w 2024 roku książkę Queer Burroughsa na ekran kinowy. Daniel Craig został obsadzony w roli Williama Lee, literackiego alter ego Burroughsa.
Wizerunek Burroughsa pojawia się na okładce kultowego albumu The Beatles o nazwie Sgt. Pepper’s Lonely Hearts Club Band, gdzie można go zobaczyć w środku drugiego rzędu.